# Franco-Paselli-Friedenspreis
Der Franco-Paselli-Friedenspreis wird seit 1998 jährlich (ausgenommen die Jahre 2004, 2006, 2012, 2018, 2019) von der Internationalen Friedensschule Bremen verliehen. Mit dem nach Franco Paselli benannten Friedenspreis zeichnet die in Bremen-Vegesack beheimatete Friedensschule regelmäßig Personen, Gruppen oder Projekte aus, die sich in besonderer Weise für die Erinnerungskultur und Versöhnung zwischen Menschen unterschiedlicher Kulturen und Herkunft einsetzen.
Franco Paselli war das jüngste Opfer des während des Zweiten Weltkriegs an italienischen Zivilisten verübten Massakers von Marzabotto. Der Säugling im Alter von etwas mehr als einem Monat wurde am 30. September 1944 in Marzabotto in Italien von den Nationalsozialisten ermordet.

## Internationale Friedensschule Bremen

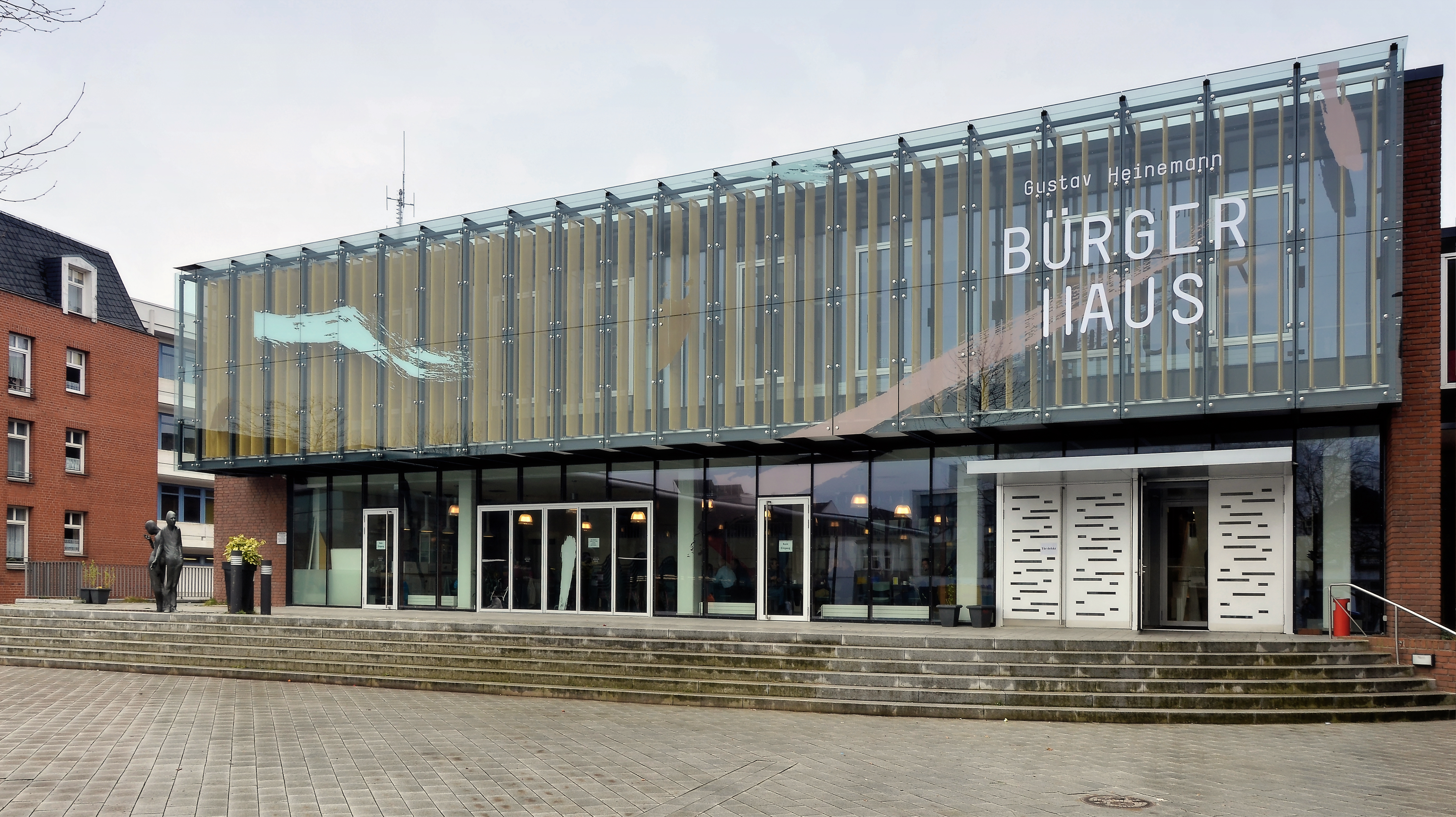
Gustav-Heinemann-Bürgerhaus in Bremen-Vegesack (2014)

Die Internationale Friedensschule Bremen ist ein Projekt im Gustav-Heinemann-Bürgerhaus im Nordbremer Stadtteil Vegesack und wurde 1987 gegründet. Die Idee zur Gründung entwickelte sich aus den seit 1985 bestehenden Kontakten von Nordbremer Geschichts- und Friedensinitiativen mit der italienischen Gemeinde Marzabotto. Die in der Region Emilia-Romagna in der Nähe von Bologna gelegene Stadt hatte während der Zeit des Nationalsozialismus und der Herrschaft des Faschismus in Norditalien in besonderer Weise unter Krieg und Gewalt gelitten. Mitarbeiter des Bürgerhauses, die seit Anfang der 1980er Jahre mit Hilfe von Zeitzeugen die Spuren der NS-Herrschaft in ihrer Region untersuchten, strebten in Verbindung mit internationalen Kontakten eine Ausweitung der Begegnungs- und Bildungsarbeit mit Hilfe der Friedensschule an. Vorbild war u. a. die Friedensschule (italienisch ‚Scuola di Pace‘) „Fondazione Scuola di Pace di Monte Sole“ in Marzabotto, die in dem dort eingerichteten Parco Storico di Monte Sole (deutsch: ‚Geschichtspark Monte Sole‘) gelegen ist.
Die Internationale Friedensschule Bremen versteht sich als „Ort der Begegnungen der Generationen und Kulturen“.
Seit 1985 veranstalten Friedensaktivisten aus der Gemeinde Marzabotto und die spätere Internationale Friedensschule Bremen gemeinsam internationale Friedenscamps, mehrtägige Seminare und andere Austauschprogramme in Marzabotto in Italien oder in Bremen.

## Franco Paselli
Franco Paselli wurde am 20. August 1944 als Sohn von Anna Naldi (1925–1944) und deren Ehemann Dante Paselli (1926–1944) in Marzabotto geboren. Sein Vater stammte aus dem Ort und gehörte seit Juni 1944 als Widerstandskämpfer der Partisanengruppe „Stella Rossa“ an, die in der Region an der Linea Gotica bei Marzabotto gegen die deutsche Besatzung kämpfte. Bei einer Strafaktion, die angeblich gegen diese Partisanen gerichtet war, zerstörten Einheiten der deutschen Wehrmacht und der 16. SS-Panzergrenadier-Division „Reichsführer SS“ zwischen dem 29. September und dem 1. Oktober 1944 die gesamte Region in und um Marzabotto. Sie töteten dabei über 770 Zivilisten, laut einigen Quellen über 1800 Personen, vor allem alte Männer, Frauen und Kinder. Die Liste der über 770 Opfer enthält die Namen und Geburtsdaten von 213 Kindern unter 13 Jahren, während erwachsene Männer im wehrfähigen Alter fast völlig auf der Liste fehlen.
Bei dem Massaker wurde Franco Paselli am 30. September 1944 im Alter von 40 Tagen von deutschen Soldaten in dem zu Marzabotto gehörenden Dorf San Martino erschossen. Die vielköpfige Familie Paselli hatte im Sommer 1944 aufgrund des zunehmenden Partisanenkrieges der Deutschen gegen den italienischen Widerstand in der auf den Hügeln oberhalb von Marzabotto gelegenen Siedlung Zuflucht gesucht, weil sie sich dort sicherer wähnte. Dort war Franco geboren worden. Während des mehrtägigen Massakers wurden neun weitere Angehörige der Familie Paselli ermordet, darunter die Eltern von Franco.
Die von deutschen Soldaten und SS-Männern beim Massaker von Marzabotto verübten Kriegsverbrechen begleiteten noch lange nach Kriegsende das zwischenstaatliche Verhältnis der Bundesrepublik Deutschland und Italiens. Nach Darstellung von SS-Leuten handelte es sich bei den Opfern des Massakers um „Banditen und Bandenhelfer“.

## Friedenspreis

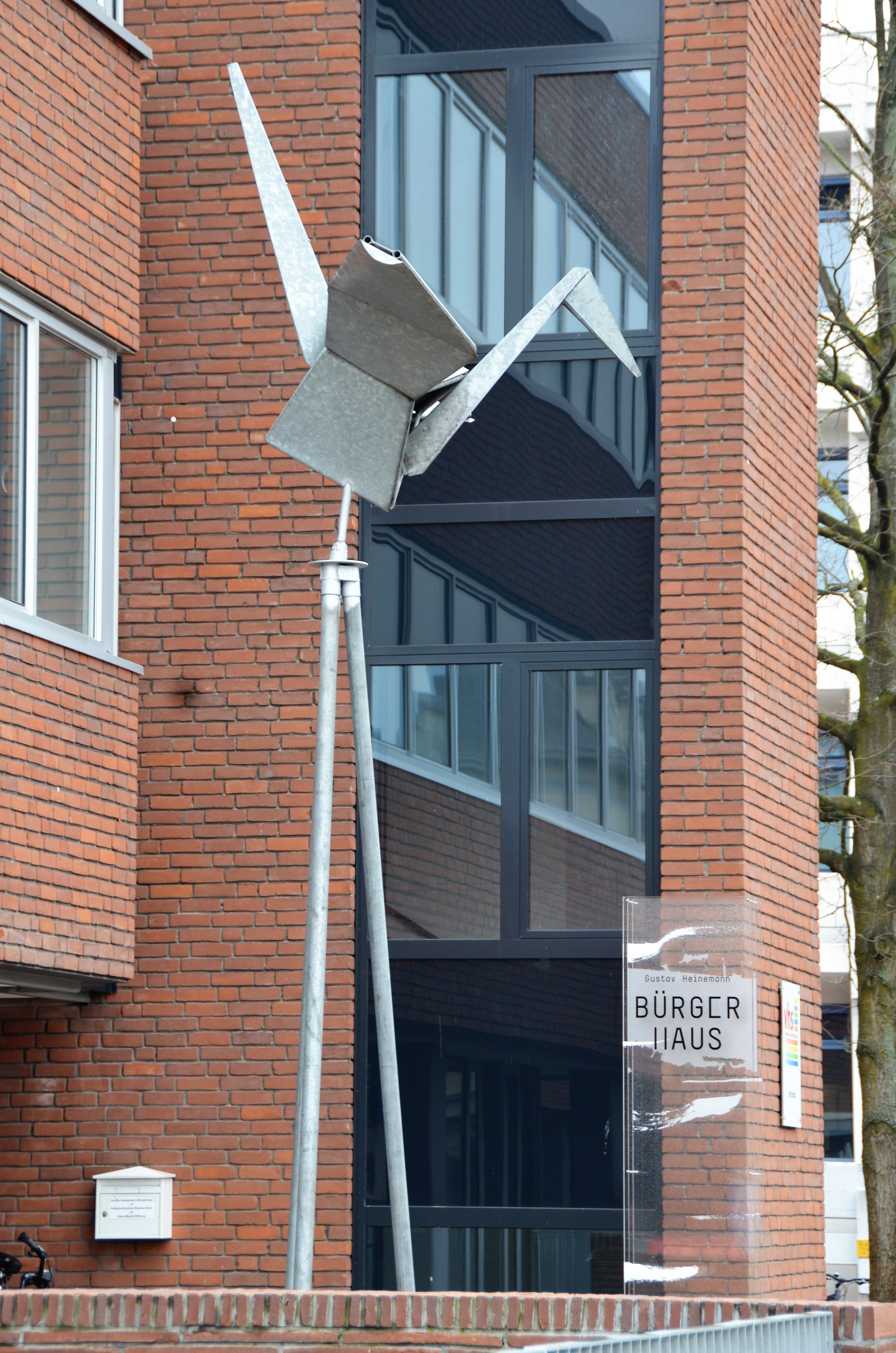
Kranich-Skulptur (nach dem Entwurf von Fritz Stein) vor dem Bürgerhaus in Vegesack (2014)

Die Verleihung des Franco-Paselli-Friedenspreises durch die Internationale Friedensschule Bremen findet meistens im Vegesacker Bürgerhaus – vor dem dortigen Denkmal für den unbekannten Deserteur – statt. Die Preisträger werden neben einer Ehrenurkunde mit einer individuell gestalteten Kranich-Skulptur als Friedenssymbol geehrt. Der Preis war anfangs mit 500 Deutsche Mark dotiert und ist inzwischen undotiert. Seit 1998 erfolgte die Verleihung jährlich, ausgenommen die Jahre 2004, 2006 und 2012, in denen kein Friedenspreis vergeben wurde.
Der Kranich als Symbol der Friedensbewegung geht zurück auf die Origami-Kraniche des japanischen Atombombenopfers Sadako Sasaki. Er dient in Deutschland als Friedenssymbol des Berliner Kinder- und Jugendensembles SADAKO und wurde mit dessen Zustimmung von der Internationalen Friedensschule Bremen übernommen. Die kleine Kranich-Skulptur, mit der die Preisträger des Friedenspreises geehrt werden, lehnt sich jeweils an einen Entwurf des Bremer Bildhauers Fritz Stein († 2003) für eine Metallskulptur des Kranichsymbols von 1998 an. Fritz Stein hatte damals einen Kunstwettbewerb der Friedensschule gewonnen, in dem „die beste Gestaltungsidee des Kranichs als Friedenssymbol gesucht wurde“. Seit 2001 steht vor dem Eingang des Gustav-Heinemann-Bürgerhauses an der Kirchheide eine große Metallskulptur des Kranichsymbols, die nach Steins Entwurf von Mitgliedern der Metallwerkstatt im Bürgerhaus hergestellt wurde. Ebenfalls im Jahr 2001 wurde Fritz Stein, der u. a. verschiedene Mahnmale für NS-Opfer gestaltete und zudem Mitglied im Kuratorium der Internationalen Friedensschule Bremen war, mit dem Friedenspreis geehrt – gemeinsam mit den Bürgern der Gemeinde Marzabotto in Italien.
Die bisherigen Kranich-Skulpturen für die einzelnen Friedenspreise wurden jeweils individuell gestaltet von folgenden Künstlern, teils gemeinsam: Horst Gollek, Klaus Siegert, Klaus Schiesewitz und vor allem Adolf Ebner (siehe Angaben bei der Auflistung der bisherigen Ehrungen). Der kleine Kranich besteht jeweils aus Metall und „ist im Origami-Stil gefaltet, als wäre er aus Papier“. Als Sockel dient ein kleiner Naturstein oder ein Hartbrandklinker, an dem die Kranich-Skulptur in individueller Ausformung mit Metalldrähten oder zuletzt mit Stacheldraht befestigt ist.

## Ehrungen
- 1998
  - Friedensinitiative Mladi Most (deutsch ‚Haus der Begegnungen‘) in Mostar in Bosnien-Herzegowina[5]
  - (Skulptur gestaltet von Horst Gollek)

- 1999

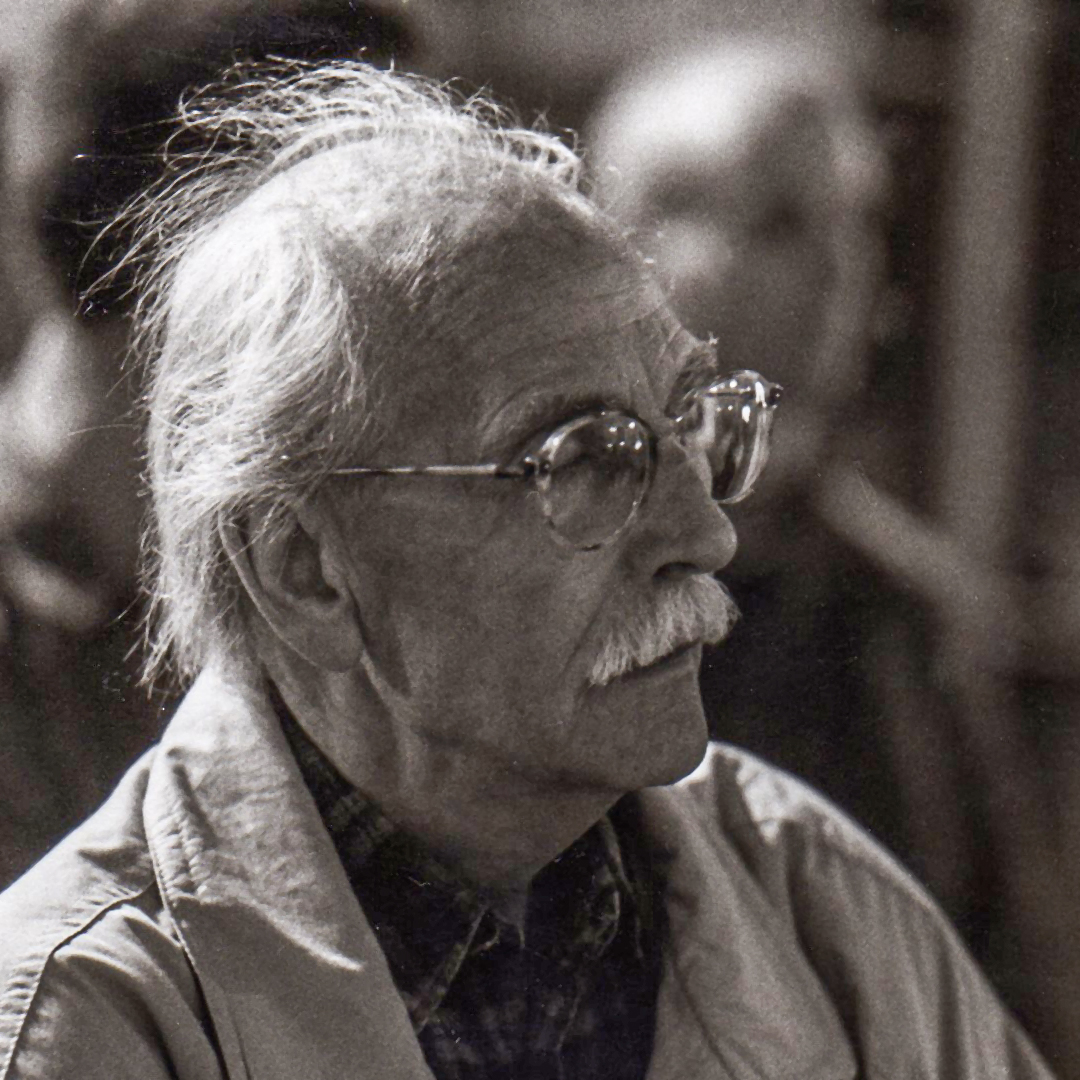
Klaas Touber (1995), Preisträger 1999

  - Klaas Touber, ehemaliger Häftling des Arbeitserziehungslagers Farge[6]
  - (Skulptur gestaltet von Horst Gollek)
- 2000
  - Rolf Rübsam, Lehrer und Heimatforscher, Bremen; und
  - André Migdal, ehemaliger Häftling des KZ Neuengamme/Außenlager Farge, überlebte den Todesmarsch im April 1945[7]
  - (Skulpturen gestaltet von Adolf Ebner)
- 2001
  - Bürger der Stadt Marzabotto in Italien; und
  - Fritz Stein, Bildhauer, Bremen; gestaltete u. a. das Mahnmal Vernichtung durch Arbeit für die Opfer beim Bau des U-Boot-Bunkers Farge[8]
  - (Skulpturen gestaltet von Klaus Siegert)

- 2002

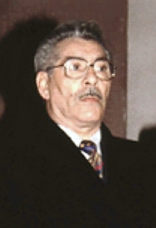
Ewald Hanstein (1995), Preisträger 2002

  - Ewald Hanstein, ehemaliger Landesvorsitzender des Verbands Deutscher Sinti und Roma in Bremen, überlebender Häftling u. a. im KZ Mittelbau-Dora; und
  - Rainer Habel (post mortem), ehemaliger Landesvorsitzender der Arbeitsgemeinschaft ehemals verfolgter Sozialdemokraten (AvS) in Bremen[9]
  - (Skulpturen gestaltet von Klaus Siegert und Adolf Ebner)
- 2003
  - Amicale Belge de Neuengamme, Häftlingsvereinigung von ehemaligen Häftlingen des KZ Neuengamme aus Belgien; und
  - Friedensinitiative Nordbremer BürgerInnen gegen den Krieg[10]
- 2004: Friedenspreis wurde nicht vergeben
- 2005
  - Ursula Kongi, für den Freundeskreis Marzabotto in Bremen[11]
  - (Skulptur gestaltet von Klaus Schiesewitz)
- 2006: Friedenspreis wurde nicht vergeben
- 2007
  - Klaus Volland, Leiter der Dokumentationsstätte Sandbostel und stellvertretender Vorsitzender des Vereins Dokumentations- und Gedenkstätte Sandbostel e. V.; und
  - Anna Dainesi, Überlebende der deutschen Kriegsverbrechen im Oktober 1944 in Marzabotto in Italien
  - (Skulpturen gestaltet von Adolf Ebner)

- 2008

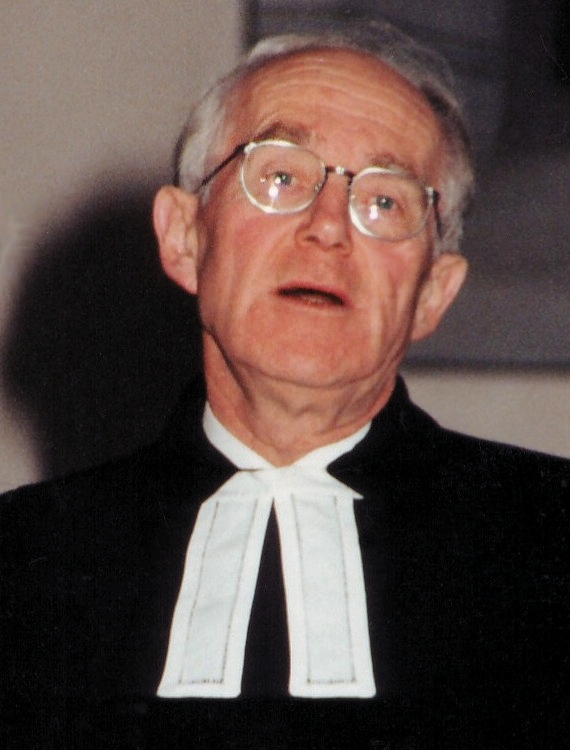
Ernst Uhl (1994), Preisträger 2008

  - Ernst Uhl, Initiator der Lidice-Initiative Bremen, Ehrenbürger der Gemeinde Lidice in Tschechien
  - (Skulptur gestaltet von Adolf Ebner)
- 2009
  - Robert Milbradt und Eike Hemmer, ehemalige Betriebsräte der Stahlwerke Bremen, Gründer einer betrieblichen Geschichtsgruppe sowie Verfasser von Dokumentationen über den Bau des U-Boot-Bunkers Hornisse und des Schicksals von Zwangsarbeitern auf der damaligen Norddeutschen Hütte
  - (Skulpturen gestaltet von Adolf Ebner)
- 2010
  - Die Kollegengruppe beim Betriebsrat der Stahlwerke Bremen
  - (Skulptur gestaltet von Adolf Ebner)
- 2011
  - Berufsschüler, Lehrer und Meister vom Schulzentrum an der Alwin-Lonke-Straße in Bremen, Mitwirkende bei der öffentlichen Verlegung von Stolpersteinen für die Opfer des Faschismus in Bremen sowie künstlerische und bauliche Gestaltung des Steins der Hoffnung auf der Gedenkstätte Rosen für die Opfer des Faschismus in den NS-Lagern auf der Bahrsplate in Bremen-Blumenthal
  - (Skulptur gestaltet von Adolf Ebner)
- 2012: Friedenspreis wurde nicht vergeben
- 2013
  - Wiltrud Ahlers, langjähriges Engagement für die öffentliche Erinnerung und Ehrung der Opfer des NS-Systems in Bremen, besonders im Zusammenhang mit der Verlegung von Stolpersteinen[4]
  - (Skulptur gestaltet von Adolf Ebner)

- 2014

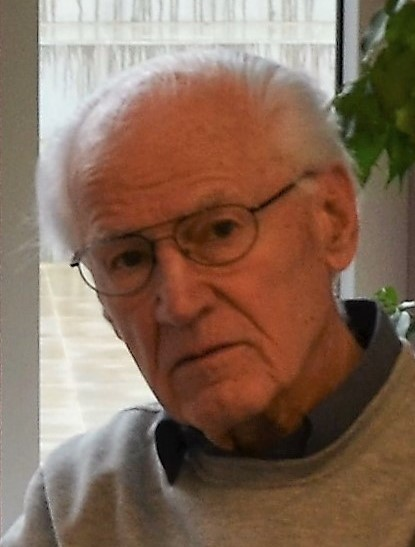
Ludwig Baumann (2014), Preisträger 2014

  - Ludwig Baumann, langjähriges Engagement für die öffentliche Rehabilitierung und Ehrung der Deserteure des NS-Systems[12]
  - (Skulptur gestaltet von Adolf Ebner)
- 2015
  - Raimund Gaebelein, Landesvorsitzender der Vereinigung der Verfolgten des Naziregimes – Bund der Antifaschistinnen und Antifaschisten (VVN-BdA) in Bremen, langjähriges Engagement für die öffentliche Aufklärung und Ehrung von Widerstandskämpfern gegen den Faschismus sowie für die öffentliche Erinnerung und Ehrung von Opfern des NS-Regimes[13]
  - (Skulptur gestaltet von Adolf Ebner)
- 2016
  - Initiative Baracke 27 im Verein Geschichtslehrpfad Lagerstraße/U-Boot-Bunker Valentin e. V.; Dokumentations- und Gedenkstätte in Schwanewede-Neuenkirchen; und
  - Initiative Baracke Wilhelmine im Heimatverein Neuenkirchen e. V.; Dokumentations- und Lernort in Schwanewede-Neuenkirchen
  - (Skulpturen gestaltet von Adolf Ebner)
- 2017
  - Gabriele Jannowitz-Heumann, Leiterin des Kreisarchives Osterholz in Osterholz-Scharmbeck
  - (Skulptur gestaltet von Klaus Schiesewitz)
- 2018: Friedenspreis wurde nicht vergeben
- 2019: Friedenspreis wurde nicht vergeben